# Weber-Fechner-Gesetz
Das Weber-Fechner-Gesetz ist die Formulierung einer psychophysischen Beziehung in der Sinnesphysiologie und besagt, dass ein linearer Zuwachs der (psychisch) subjektiv empfundenen Stärke von Sinneseindrücken dem Logarithmus des Zuwachses der (physikalisch) objektiv messbaren Intensität des Reizes entspricht.
Hiermit wird die Webersche Beziehung – dass der für einen gerade noch wahrnehmbaren Unterschied der Intensität von Reizen hinreichende Differenzbetrag in einem konstanten Verhältnis zur Reizstärke steht – auf die Fechnersche Beziehung erweitert durch die theoretische Annahme, dass aufgrund der gleichen relativen Unterschiedsschwellen eine Skala der Empfindungsstärke in Bezug auf die Absolutschwelle zu definieren sei. Dies ist für verschiedene Sinnesmodalitäten im Bereich mittlerer Reizintensitäten anwendbar. Doch gilt das Weber-Fechner-Gesetz weder für sehr niedrige Reizstärken nahe der Reizschwelle noch für sehr hohe Reizstärken nahe oder über der Sättigungsschwelle.

## Webersches Gesetz
Der deutsche Anatom und Physiologe Ernst Heinrich Weber (1795–1878) untersuchte unter anderem die Beziehung zwischen Sinnesempfindungen und den sie hervorrufenden Reizen unterschiedlicher physikalischer Qualität und Quantität durch verschiedene Versuche (wie den Weber-Versuch). Er ging auch der Frage nach, um wie viel ein Reiz verstärkt werden muss, um als stärker empfunden zu werden. Weber stellte fest, dass der hierfür mindestens nötige Differenzbetrag – auch Differenzlimen (DL) genannt – bei geringen Reizintensitäten deutlich niedriger liegt als bei hohen. 1834 bemerkte er, dass bei Reizen gleicher Art diese Unterschiedsschwellen sich nahezu gleichen, wenn man sie als Anteil im Verhältnis zur jeweiligen Intensität der Reize angibt. Fechner formulierte diese Beziehung in folgender Weise mathematisch:
(1a)  {\displaystyle k={\frac {\Delta R}{R}}}     Weber-Gesetz.
Der gerade eben noch wahrnehmbare Unterschied ΔR steht zum Vergleichsreiz R in einem bestimmten, gleich bleibenden Verhältnis k.
Umformuliert heißt dies, dass die Unterschiedsschwelle ΔR  in proportionaler Beziehung zur Reizintensität steht: ΔR = k · R. Im Bereich mittlerer Reizstärken ist diese Gesetzmäßigkeit näherungsweise gültig für verschiedene Sinnesmodalitäten und -qualitäten.
Der Weber-Quotient ΔR/R stellt hierbei als dimensionslose Verhältnisangabe den Proportionalitätsfaktor k dar; dieser ist bei verschiedenartigen Reizen oder unterschiedlichen Sinnesorganen nicht gleich.
Beispiele:
- Ein relativer Gewichtsunterschied von ungefähr 2 % eines in der ruhenden Hand gehaltenen Gegenstands wird erkannt. So nimmt man die Gewichtszunahme eines Gegenstands von 50 g erst wahr, wenn das Gewicht um 1 Gramm auf 51 g angewachsen ist. Entsprechend muss 500 g Gewicht um 10 g anwachsen, um schwerer zu wirken. Hier verhält sich die Unterschiedsschwelle zur Reizintensität also wie ΔR/R = 1/50 = 10/500 = 0,02 = 2 %.
- Beim Tastsinn beträgt die erforderliche Unterschiedschwelle ΔR nach Webers Versuchen etwa 3 % des als Druck auf die Haut ausgeübten Reizes R: ΔR/R ≈ 0,03.
- Beim Helligkeitssehen ist der Quotient ΔR/R mit etwa 0,01–0,02 bei mittleren Umgebungshelligkeiten am niedrigsten, die Unterschiedsschwelle beträgt dann 1 bis 2 % der Lichtstärke; bei abnehmender Helligkeit wächst der Quotient auf über 0,1 in der Dämmerung, bei sehr lichtschwachen Reizen nahe der Absolutschwelle liegt er noch höher.
- Beim Geschmack muss die Konzentration um 10 bis 20 % steigen, um als stärker empfunden zu werden.

## Weber-Fechner-Gesetz
Der Physiker, Psychologe und Philosoph Gustav Theodor Fechner (1801–1887) gilt als Begründer der Psychophysik. Er erweiterte das Webersche Gesetz 1860 formal durch Integration unter der Annahme, dass k konstant und unabhängig von R ist:
(1b)  {\displaystyle \Delta E=c\cdot {\frac {\Delta R}{R}}}     Fechnersches Gesetz
(2)  {\displaystyle E=c\cdot \log {\frac {R}{R_{0}}}}     Weber-Fechnersches Gesetz
Hierbei ist c eine für die jeweilige Reizart charakteristische Konstante; R0 ist eine Integrationskonstante, die zumeist die Intensität an der Reizschwelle als Schwellenreiz festlegt. Die Formel (2) besagt, dass bei einem exponentiellen Anstieg der Reizintensität nur ein linearer Zuwachs der Empfindungsstärke E zu erwarten ist.
Beim Sehsinn sind Helligkeitsempfindungen in einem weiten Bereich der Reizintensität möglich, doch ist dafür die Anpassung des Auges an die jeweiligen Lichtverhältnisse erforderlich. Für den Übergang von einer taghellen Umgebung  zur Dunkelheit mondloser Nacht beträgt die Adaptationszeit rund eine halbe Stunde. Hinsichtlich der physikalischen Leuchtdichte unterscheidet sich die Absolutschwelle als eben noch wahrnehmbare geringste Reizintensität (≈ 10−6 cd/m²) um mehr als zehn Zehnerpotenzen von der Sättigungsschwelle (≈ 106 cd/m²), ab der die Empfindungsstärke durch zunehmende Reizintensität kaum mehr steigerbar ist.
Die scheinbare Helligkeit eines freiäugig gerade noch sichtbaren Sterns 6. Größe (6 mag) ist billionenfach schwächer als die der Sonne (rund −27 mag). Zwischen der – in der Antike nach wahrgenommener Helligkeit vorgenommenen – Einstufung von Sternen in Größenklassen und ihrer objektiv gemessenen Leuchtstärke L besteht eine logarithmische Beziehung, dem Weber-Fechner-Gesetz angelehnt: m = -5/2 · log10 (L / L0). Die Magnitude ist eine Größenangabe mittels einer Skala, bei der jedem Schritt von einer Stufe zur nächsten (1 mag) je ein Leuchtstärkenunterschied um den Faktor 102/5 (≈ 2,51) entspricht – bei Schritten von 5 mag um 102 (= 100). Zur Abschätzung feiner Helligkeitsunterschiede zweier Sterne bedienen sich Astronomen in der visuellen Fotometrie besonderer Verfahren (Argelandersche Stufenschätzungsmethode).
Beim Gehörsinn hängt die wahrgenommene Tonhöhe eines musikalischen Tons logarithmisch von der Grundfrequenz ab: eine Verdoppelung der Grundfrequenz bewirkt die Änderung der Tonhöhe um genau eine Oktave, bei einer Vervierfachung sind es zwei Oktaven.
Beim Temperatursinn dagegen sprechen die Thermorezeptoren annähernd linear auf Veränderungen der Reizgröße an. Für die Schmerzwahrnehmung lassen sich psychophysische Beziehungen nicht allgemein gültig formulieren; abhängig vom Schmerzgedächtnis kann ein gleich starker Reiz intraindividuell verschieden stark empfunden werden.

## Stevenssche Potenzfunktion
Der experimentelle Psychologe Stanley Smith Stevens (1906–1973) stellte 1957 fest, dass die Erweiterung des Weberschen Gesetzes (1) zur Beziehung (2) zu allgemein sei. Berücksichtigt man die Abhängigkeit der Reaktionsstärke E von der Größe des Reizes, so folgt aus (1):
(3)  {\displaystyle {\frac {\Delta E}{E}}=k\cdot {\frac {\Delta R}{R}}}
Die Integration dieser Beziehung führt zur Stevensschen Potenzfunktion:
(4)  {\displaystyle E=c\cdot R^{k}}
Die Konstante c entsteht aus den beiden Integrationskonstanten. Für k < 1 ähnelt sie dem logarithmischen Weber-Fechner-Gesetz. Für das Helligkeitsempfinden ist k ≈ 0,33.
Die wahrgenommene Lautstärke, die Lautheit, folgt für mittlere und hohe Schalldrücke nicht dem Weber-Fechner-Gesetz, sondern dem Stevensschen Potenzgesetz mit k ≈ 0,6: eine Erhöhung des Schalldrucks um den Faktor {\displaystyle \textstyle {\sqrt {10}}} (10 dB) bewirkt eine Verdopplung der Lautheit.

## Mikroökonomie
In der Mikroökonomie findet sich das Phänomen wieder als Fühlbarkeitsschwelle. Von Interesse ist es bei der Untersuchung von Indifferenzkurven auf Stetigkeit und Transitivität. Die mikroökonomische Theorie geht davon aus, dass Indifferenzkurven stetig, fallend und konvex gekrümmt sind.
Das praktische Problem, dass ein Mensch marginale Unterschiede in Farbe oder Temperatur etc. nicht wahrnehmen kann, führt dazu, dass man die Transitivitätsannahme etwas lockerer formulieren muss.